# Corypha umbraculifera
La palma talipot (Corypha umbraculifera L., 1764) è una pianta della famiglia delle Arecacee, famosa per la produzione della più grande infiorescenza ramificata del mondo.

## Descrizione
È una delle palme più grandi del mondo; può raggiungere altezze sino a 25 m, con foglie lunghe sino a 5 m.
Ha una crescita molto lenta. Può raggiungere gli ottanta anni di vita. Fiorisce una sola volta nella vita e subito dopo muore.
Le inflorescenze possono raggiungere i 6 m di altezza e sono composte da parecchi milioni di fiori.

## Distribuzione e habitat
È diffusa nelle foreste tropicali di India e Sri Lanka.
Predilige le esposizioni soleggiate e i terreni ben drenati.